# Узбецький сум
Узбецький сом (тадж. сӯм, узб. so’m (сўм), кирг. сом, каз. сом, тат. сум) — грошова одиниця Узбекистану. Монета впроваджена до обігу ухвалою Президента Узбекистану з 1 липня 2010 року.
У Радянському Союзі, носії казахської, киргизької та узбецької мови називали рубль сомом, і ця назва з'явилася у письмовій формі на задній стороні банкнот, серед текстів значення законопроєкту у всіх 15 офіційних мовах СРСР. Слово сом (іноді в транслітерації «сум») означає «чистий» киргизькою, уйгурською і узбецькою мовами, а також багатьма іншими тюркськими мовами.

## Банкноти
| Старі банкноти Узбекистану (сом-купони) | Старі банкноти Узбекистану (сом-купони) |
| --------------------------------------- | --------------------------------------- |
|                                         |                                         |
| 1 сом                                   |                                         |
|                                         |                                         |
| 3 сом                                   |                                         |
|                                         |                                         |
| 5 сом                                   |                                         |
|                                         |                                         |
| 10 сом                                  |                                         |
|                                         |                                         |
| 25 сом                                  |                                         |
|                                         |                                         |
| 50 сом                                  |                                         |
|                                         |                                         |
| 100 сом                                 |                                         |
|                                         |                                         |
| 200 сом                                 |                                         |
|                                         |                                         |
| 500 сом                                 |                                         |
|                                         |                                         |
| 1000 сом                                |                                         |
|                                         |                                         |
| 5000 сом                                |                                         |
|                                         |                                         |
| 10000 сом                               |                                         |

| Нові банкноти Узбекистану | Нові банкноти Узбекистану |
| ------------------------- | ------------------------- |
|                           |                           |
| 1 сом                     |                           |
|                           |                           |
| 3 сом                     |                           |
|                           |                           |
| 5 сом                     |                           |
|                           |                           |
| 10 сом                    |                           |
|                           |                           |
| 25 сом                    |                           |
|                           |                           |
| 50 сом                    |                           |
|                           |                           |
| 100 сом                   |                           |
|                           |                           |
| 200 сом                   |                           |
|                           |                           |
| 500 сом                   |                           |
|                           |                           |
| 1000 сом                  |                           |
|                           |                           |
| 5000 сом                  |                           |
|                           |                           |
| 10000 сом                 |                           |

## Монети
| Сучасні монети Узбекистану | Сучасні монети Узбекистану | Сучасні монети Узбекистану | Сучасні монети Узбекистану | Сучасні монети Узбекистану |
| -------------------------- | -------------------------- | -------------------------- | -------------------------- | -------------------------- |
|                            |                            |                            |                            |                            |
| 1 тійін                    | 3 тійін                    | 5 тійін                    | 10 тійін                   | 20 тійін                   |
|                            |                            |                            |                            |                            |
| 50 тийін                   | 1 сом 1997 року            | 5 сом 1999 року            | 1 сом 2000 року            | 5 сом 2001 року            |
|                            |                            |                            |                            |                            |
| 10 сом 1997 року           | 10 сом 2000 року           | 25 сом 2001 року           | 50 сом 2001 року           | 50 сом 2002 року           |